# Критерий Эйлера
Критерий Эйлера позволяет определить, является ли данное целое число квадратичным вычетом по модулю простого числа.

## Формулировка
Пусть {\displaystyle p>2} простое.
Число a, взаимно простое с {\displaystyle p}, является квадратичным вычетом по модулю
{\displaystyle p} тогда и только тогда, когда
{\displaystyle a^{(p-1)/2}\equiv 1\mod p}
и является квадратичным невычетом по модулю {\displaystyle p} тогда и только тогда, когда
{\displaystyle a^{(p-1)/2}\equiv -1\mod p}